# George Dantzig
George Bernard Dantzig, né le 8 novembre 1914 à Portland (Oregon) et mort le 13 mai 2005 à Palo Alto, en Californie) est un mathématicien américain, notamment inventeur de l'algorithme du simplexe en optimisation linéaire.

## Biographie
Ses parents étaient juifs. Son père, Tobias Dantzig, est un mathématicien russe ayant étudié avec Henri Poincaré à Paris. Il épouse une collègue de la Sorbonne, Anja Ourisson. Le couple émigre aux États-Unis.
Il est le protagoniste d'une anecdote fameuse. Dans un de ses cours de doctorat à l'université de Berkeley, le professeur Jerzy Neyman mentionnait deux problèmes alors ouverts en statistiques. Un problème ouvert est un problème qui, bien qu'ayant été formulé, n'a pas encore été résolu. De tels problèmes sont évidemment très difficiles et requièrent normalement la contribution de plusieurs scientifiques sur plusieurs années. Dantzig était arrivé en retard au cours. Il crut qu'il s'agissait de devoirs à la maison. Il s'empressa de les aborder et les résolut seul en quelques jours.
Dantzig obtient un doctorat à Berkeley en 1946. Six ans après, il est engagé à la RAND Corporation pour y faire de la recherche mathématique. Il y implante l'algorithme du simplexe sur des ordinateurs. En 1960, l'université de Berkeley l'engage pour enseigner l'informatique. Il y devient finalement responsable du centre de recherche opérationnelle. Six ans après, il obtient un poste similaire à l'université Stanford, poste qu'il occupe jusqu'à sa retraite dans les années 1990.
En plus de ses travaux sur l'algorithme du simplexe et l'optimisation linéaire, il a aussi travaillé sur les méthodes de décomposition des problèmes de grande taille, l'analyse de sensibilité, les méthodes de résolution matricielles avec pivot, l'optimisation non linéaire et l'optimisation stochastique (en).
Il meurt le 13 mai 2005, chez lui à Palo Alto en Californie, de complications causées par un diabète et une maladie cardio-vasculaire.
Il a reçu plusieurs récompenses au cours de sa vie. Entre autres, il est récipiendaire de la National Medal of Science et du prix de théorie John-von-Neumann en 1975 et du prix Harold Larnder en 1997. Il était membre de l'Académie nationale des sciences américaine, de l'Académie nationale d'ingénierie américaine et de l'Académie américaine des arts et des sciences.
Le premier numéro de la revue SIAM Journal on Optimization en 1991 est publié en son honneur. La Mathematical Optimization Society a honoré ses travaux en créant le prix Dantzig. Ce prix est remis tous les trois ans depuis 1982 à une ou deux personnes en reconnaissance de leur apport à l'optimisation numérique.

## Dans la culture populaire
L’intrigue du film Will Hunting (1997) est, en partie, inspirée de la vie du mathématicien George Dantzig quand il résolut ces deux problèmes,.